# André Leclère
André Constant Joseph Leclère (5 avril 1902 - Paris, 9 mai 1989) est un avocat et poète français, originaire des Vosges.

## Biographie
Né en 1902, il est l'auteur d'une thèse en droit forestier et devient Docteur en droit.
André Leclère exerce la profession d'avocat d'affaires à Paris.
Il fonde la revue Terre lorraine et préside l'Association des Vosgiens de Paris.
Président de la Société « Les Amis de Maurice Barrès », il est admis comme associé correspondant national de l'Académie de Stanislas le 21 février 1969. 

## Œuvres
- André Leclère (ill. André Jacquemin), Lorraine, je m'enracine, Nancy, Berger-Levrault, 1948, 123 p. ;
- L’ermitage de l’Homme libre, communication du 21 mai 1982, Mémoires de l'Académie de Stanislas 1980-1982, p. 661-672[6] ;
- Sur l’œuvre littéraire de Barrès, communication du 19 juin 1987, Mémoires de l'Académie de Stanislas 1987-1988, p. 99-113[6] ;
- André Leclère (300 ex.), Choix de poèmes, Vagney, Imprimerie Prim'plus, 1987, 87 p.